# Autoroute 70 (Québec)

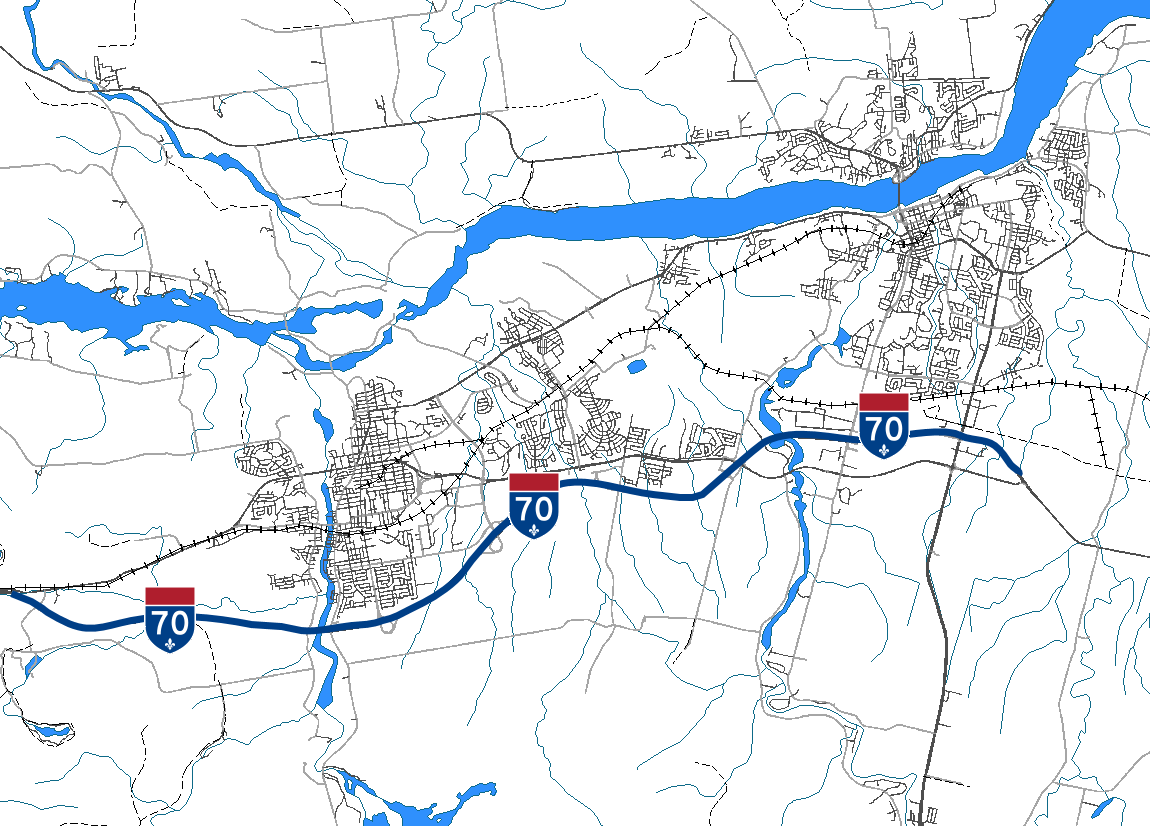
Carte détaillée de l'autoroute

Pour les articles homonymes, voir A70.
L'autoroute 70 (A-70) ou autoroute de l'Aluminium, est une autoroute urbaine québécoise desservant la ville de Saguenay dans la région du Saguenay-Lac-Saint-Jean. Elle permet de contourner les arrondissements de Jonquière, de Chicoutimi et une partie de l'arrondissement de La Baie. Elle a une longueur totale de 31,8 kilomètres. Elle est accompagnée tout au long de son trajet par la route 170, de desserte locale qui peut lui servir d'alternative lors de fermeture importante. Le débit journalier moyen annuel (DJMA) de l'autoroute est de 40 000 véhicules.
L'autoroute de l'Aluminium est actuellement la seule autoroute québécoise à ne pas en croiser une autre. La route 175, qui relie la région de Québec à la région du Saguenay, est devenue une voie rapide à double chaussée (mais pas une autoroute) ; l'A-70 demeurera donc isolée des autres.

## Historique
Le projet original était de construire une autoroute entre Alma et La Baie. L'autoroute fut construite progressivement depuis le début des années 1980. Il fallut près de 10 ans pour construire les 8 premiers kilomètres. Dans les années 1990, le projet original fut modifié. Il fut alors décidé de transformer la route 170 en route à 4 voies à chaussées séparées au lieu de construire une autoroute parallèle à celle-ci entre le 8e Rang à Saint-Bruno (~km 5) et le chemin Saint-Benoît (km 25). Ce projet fut complété en 1999. En 2001 et 2002, 17 kilomètres de l'autoroute 70 furent mis en service pour relier cette section de la route 170 aux tronçons existants de l'A-70.
En novembre 2012, le ministre des Transports du Québec, Sylvain Gaudreault, annonce que les travaux se poursuivent et qu'un nouveau contrat de 19 M$ est octroyé. Le 30 juin 2014, le premier ministre du Québec, Philippe Couillard, annonce des investissements de 154 millions de dollars au Saguenay-Lac-St-Jean pour des travaux routiers. Un total de 107 chantiers seront réalisés dont la poursuite des travaux de l'A-70.
En juin, 2022, le MTQ annonce des travaux au coût de 307,4 M$, pour terminer le dernier tronçon manquant de 6,9 kilomètres du côté est de l'A-70, celui qui rejoindra la ville de La Baie, à partir de la fin actuelle à Grande-Anse, dans le secteur de Bagotville. Les travaux s'échelonneront jusqu'en 2028.
Les 5 premiers kilomètres à l'ouest pour rejoindre la ville d'Alma demeurent toujours à l'étude à ce jour. À noter que ce tronçon sera le prolongement  de celui des kilomètres 5 à 25, qui eux ne portent pas le nom d'autoroute. Ils sont sous le nom de la Route 170.
| Kilomètre | Année           | Notes                                                                          |
| --------- | --------------- | ------------------------------------------------------------------------------ |
| 0 à 5     | À l'étude       | De la R-169 jusqu'au début des 4 voies divisées de la R-170                    |
| 5 à 25    | 1999            | Doublement de la chaussée de la R-170 (Cette portion n'est pas une autoroute.) |
| 25 à 33   | 2002            | De la R-170 à la rue Saint-Hubert                                              |
| 33 à 42   | 2001            | De la rue Saint-Hubert à la R-170                                              |
| 42 à 45   | 1983            | De la R-170 au boulevard Saint-Paul                                            |
| 45 à 47   | 1985            | Du boulevard Saint-Paul à la R-175                                             |
| 47 à 49   | 1991            | De la R-175 à la R-170                                                         |
| 49 à 55   | 2017            | De la R-170 à la R-170 à Bagotville                                            |
| 55 à 62   | En construction | De la R-170 à Bagotville, à la R-170 à l'entrée de La Baie                     |

## Liste des sorties
| Municipalité | Arrondissement              | km    | Sortie | Destinations                                              | Notes                                                        |
| ------------ | --------------------------- | ----- | ------ | --------------------------------------------------------- | ------------------------------------------------------------ |
| Saguenay     | Chicoutimi                  | 0,00  | —      | R-170 ouest (Boulevard du Royaume O.) – Alma              | Route continue comme R-170; voie rapide                      |
| Saguenay     | Chicoutimi                  | 0,00  | 26     | R-170 est (Boulevard du Royaume E.) / Chemin Saint-Benoît |                                                              |
| Saguenay     | Chicoutimi                  | 8,62  | 33     | Rue Saint-Hubert – Jonquière (Centre-ville), Lac-Kénogami |                                                              |
| Saguenay     | Chicoutimi                  | 11,73 | 36     | R-372 (Boulevard René-Lévesque) / Chemin Saint-Benoît     |                                                              |
| Saguenay     | Chicoutimi                  | 14,71 | 39     | Rue Mathias / Boulevard Mellon                            |                                                              |
| Saguenay     | Limite Jonquière–Chicoutimi | 17,49 | 42     | R-170 est (Boulevard du Royaume)                          | Indiqué sortie 42-O (ouest) et 42-E (est) en direction ouest |
| Saguenay     | Chicoutimi                  | 20,00 | 45     | Boulevard Saint-Paul                                      |                                                              |
| Saguenay     | Chicoutimi                  | 22,39 | 47     | R-175 (Boulevard Talbot) – Chicoutimi, Québec             |                                                              |
| Saguenay     | Chicoutimi                  | 24,76 | 50     | R-170 (Boulevard du Royaume) – Laterrière                 |                                                              |
| Saguenay     | La Baie                     | 31,56 | —      | R-170 (Chemin Saint-Anicet) – Aéroport de Bagotville      | Carrefour giratoire                                          |
|              |                             |       |        |                                                           |                                                              |